# Волконский, Михаил Иванович
Князь Михаи́л Ива́нович Волко́нский (ум. 9 (21) декабря 1717) — гвардии майор Семёновского полка, руководитель первой следственной канцелярии эпохи правления Петра I. Расстрелян..

## Происхождение
Дед М. И. Волконского по отцу – князь Федор Васильевич Волконский из младшей второй ветви рода Волконских в 1627 г. был патриаршим стольником. 21 марта 1635 г. на обеде при отпуске Литовских послов стоял у Государева стола, с 1650 г. входил в число стольников, ездивших за государем в его ближних поездках, а в 1654 г. – участвовал в Литовском походе. Умер в 1658 г.
Место и время рождения М.И. Волконского до сих пор достоверно не установлены. Между тем, некоторые сведения, по которым можно установить примерный период рождения, имеются в разрядных записях о его отце князе Иван Федоровиче Волконском. В 1668 г. И. Ф. Волконский был из стряпчих пожалован в стольники. Полученную в 1674 г. вотчину в Дмитровском уезде передал сыну Михаилу. Скончался в 1687 г., его имения, по поступкам вдовы княгини Дарьи Ивановны, также были справлены за сыном Михаилом.
Супругой князя М. И. Волконского с 17 августа 1691 г. являлась Татьяна Борисовна (урожденная княгиня Солнцева-Засекина), дочь Бориса Андреевича Солнцева-Засекина, получившая в качестве приданого от отца земельные наделы в Дмитровском и Суздальском уездах. Сведения о совместных детях отсутствуют. Умерла 13 июля 1720 г.
Мать – Дарья Ивановна, овдовевшая в 1687 г., в 1728 г. свои имения отдала дочери Настасье, ставшей женой полковника Василия Ивановича Чаадаева. Это значит, что у М.И. Волконского была родная сестра – Анастасия Ивановна, о которой также мало что известно.

## Военная служба

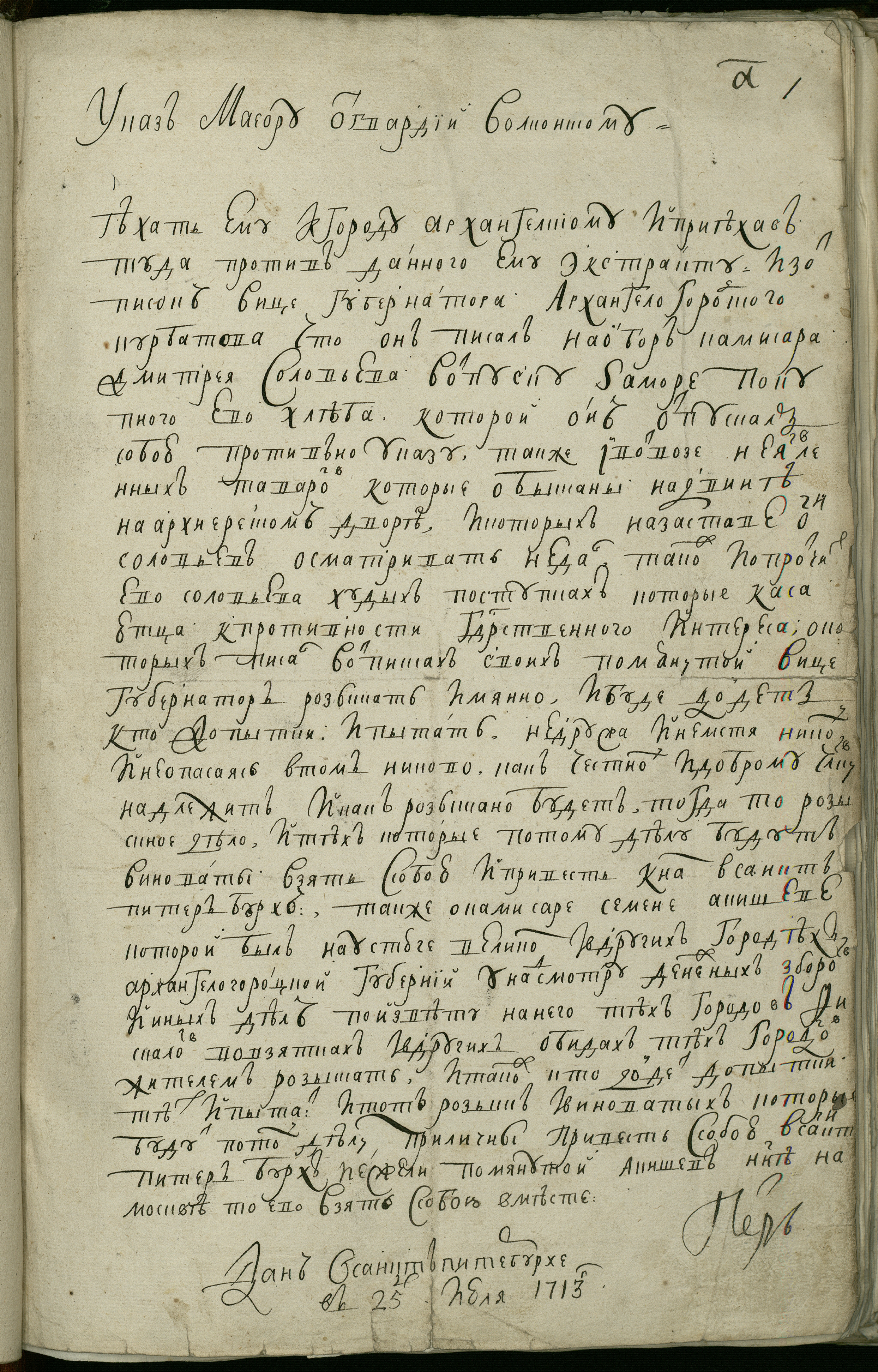
Указ Петра I «О создании следственной канцелярии гвардии майора М. И. Волконского» от 25 июля 1713 года.

М. И. Волконский проходил службу в гвардии, именно с 1698 г., то есть с самого момента формирования полка, причем вошел в состав полка, будучи офицером, начинавшим службу еще в Семеновской потешной роте.
Из эпизодов боевого пути М. И. Волконского бесспорно известно его участие во взятии крепости Нотебург осенью 1702 г. В результате боя, старинный русский город, раньше называвшийся Орешком, вернулся в русские руки и был переименован в Шлиссельбург («ключ-город», открывавший дорогу к овладению устьем Невы). Губернатором завоёванной крепости назначен А. Д. Меншиков, князь М. М. Голицын за заслуги получил чин подполковника лейб-гвардии Семёновского полка, золотую медаль, 3000 рублей денег и 314 дворов крестьян. Наряду с другими штаб и обер-офицерами капитан-поручик Семеновского полка князь М. И. Волконский получили денежную награду и произведен в капитаны.
Еще одним памятным эпизодом с участием  князя М. И. Волконского стал бой в устье реки Невы — морское сражение, состоявшееся 7 мая 1703 г. между тремя десятками лодок с солдатами Преображенского и Семеновского гвардейских полков под командованием Петра Первого и А. Д. Меншикова и двумя небольшими кораблями «Гедан» и «Астрильд» шведского флота, пришедшими в составе эскадры на помощь крепости Ниеншанц (на месте нынешнего Санкт-Петербурга).
Из 300 человек, участвовавших в этой схватке со шведами, был убит 1 обер-офицер, 19 – нижних чинов, а среди 19 раненых обер-офицеров также числится капитан князь Волконский. Инициалы, к сожалению, ни одним из авторов не упомянуты, однако к этому моменту М. И. Волконский уже был капитаном, потому с высокой долей вероятности можно предположить, что речь идет как раз о нем.

## Деятельность во главе первой следственной канцелярии

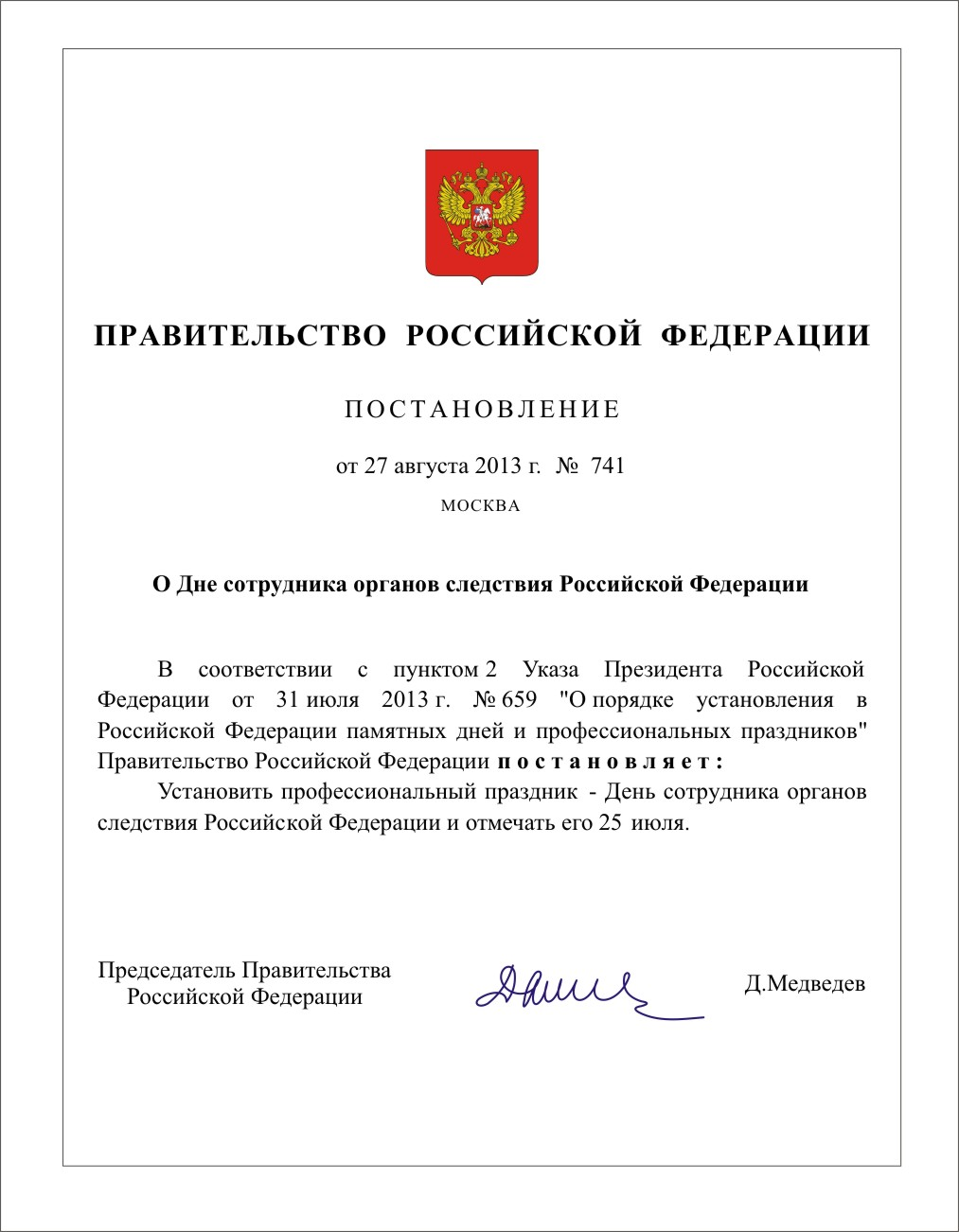
Постановление Правительства Российской Федерации от 27 августа 2013 г. № 741 «О дне сотрудника органов следствия Российской Федерации».

Начавшийся в 1713 году розыск по делу архангелогородского вице-губернатора А. А. Курбатова, Д. А. и О. А. Соловьевых проводил майор Семеновского полка М.И. Волконский. Дело это оказалось довольно запутанным, усложнялось «подковёрной» борьбой противоборствующих кланов двух особо приближенных к царю лиц – А. Д. Меншикова и В. В. Долгорукова.
Через год М. И. Волконский был отозван из Архангельска и отстранен от расследования. По сложившейся традиции дело перешло в ведение следственной канцелярии другого гвардейца Г. И. Кошелева и дьяка Ф. Д. Воронова.
Попытки Михаила Ивановича затянуть передачу материалов следственного дела не увенчались успехом. В декабре 1716 г. Петр I приказал силой изъять у майора еще оставшиеся у него материалы. Одновременно царь дал Г.И. Кошелеву санкцию на арест бывшего следователя.
Случаи такого рода не были массовыми, ведь любой гвардеец, отправляясь «по государеву делу», отчетливо понимал, что ответ за результаты выполнения поручения придется держать непосредственно перед Петром I, а контроль за проделанной работой и возможное преследование по любому мелкому правонарушению, возникшему в ходе  выполнения задания, будут осуществлять въедливые сослуживцы-гвардейцы, скорые и жестокие на расправу.
Небезынтересно окончание этой истории… В результате долгих разбирательств в целом ряде майорских следственных канцелярий (Г. И. Кошелева, М. А. Матюшкина, Г. Д. Юсупова) братья Соловьевы, злоупотреблениями которых и надлежало заниматься князю, были приговорены в 1719 г. лишь к конфискации имущества, избежав эшафота. Дело же самого М. И. Волконского было завершено намного раньше и закончилось вынесением гвардейцу смертного приговора, который был приведен в исполнение 9 декабря 1717 .

## Историческое значение
В соответствии с Постановлением Правительства Российской Федерации от 27 августа 2013 г. № 741 «О дне сотрудника органов следствия Российской Федерации» ежегодно 25 июля отмечается профессиональный праздник - День сотрудника органов следствия Российской Федерации.
Выбор указанной даты обусловлен тем, что в этот день 25 июля 1713 года был издан именной указ Петра I «О создании следственной канцелярии гвардии майора М. И. Волконского», руководителем которой назначен гвардии майор Семёновского полка Михаил Иванович Волконский.
Названная «майорская» следственная канцелярия, как установил доктор исторических наук Серов Дмитрий Олегович, явилась первым государственным органом России, подчинённым непосредственно главе государства и наделённым полномочиями по проведению предварительного следствия.
«Майорские» следственные канцелярии подчинялись непосредственно Петру I и разбирали дела о наиболее опасных коррупционных деяниях. К их числу относились проступки, посягающие на основы государственности: взяточничество, казнокрадство, служебные подлоги, мошенничество. Следственные органы, зависимые только от императора, могли оставаться беспристрастными и объективными даже в отношении высокопоставленных должностных лиц.
Федеральный закон «О Следственном комитете Российской Федерации» впервые за 300 лет вернул модель развития следственных органов к идее Петра I. Этот документ установил, что руководство деятельностью комитета осуществляет глава государства. В настоящее время Следственный комитет Российской Федерации не входит в структуру ни одного из органов государственной власти.

## Память
- Наряду с другими лицами, образ М.И. Волконского увековечен в галерее бронзовых барельефов «Следователи и организаторы следствия эпохи правления Петра I», расположенной в административном здании Следственного комитета Российской Федерации по адресу: г. Москва, Технический пер., д. 2, стр. 1 (автор - Д.В. Клавсуц, художник Студии военных художников имени М.Б. Грекова). Открытие галереи состоялось 13 января 2023 г., в день празднования 12-й годовщины образования независимого следственного органа - Следственного комитета Российской Федерации.

- Портрет М.И. Волконского размещен в наборе почтовых открыток «Следователи и организаторы следствия эпохи правления Петра I» (художник - И.О. Муротьян). Набор издан АО «Марка» в 2022 г.

- М.И. Волконский изображен на двух картинах в галерее "Памятные даты истории следствия", отражающих день 25 июля 1713 г. и 9 декабря 1717 г. (автор - В.А. Мокрушин, художник Студии военных художников имени М.Б. Грекова).